# یواس‌اس برگال (اس‌اس-۳۲۰)
یواس‌اس برگال (اس‌اس-۳۲۰) (به انگلیسی: USS Bergall (SS-320)) یک زیردریایی بود که طول آن ۳۱۱ فوت ۹ اینچ (۹۵٫۰۲ متر) بود. این زیردریایی در سال ۱۹۴۴ ساخته شد.